# 프로토타일

비주기적 테셀레이션의 일종인 펜로즈 테셀레이션 중 하나. 굵은 마름모(파란색)와 얇은 마름모(초록색)으로 2개의 프로토타일이 사용되었다.

테셀레이션과 관련된 수학 이론에서, 프로토타일(영어: prototile)은 테셀레이션에 쓰인 타일의 모양이다.

## 정의
테셀레이션은 '타일'이라는 닫힌 모양으로 평면 등의 공간을 채우는 것을 말하는데, 이때 타일은 내부가 서로소 집합이어야 한다(겹치지 않아야 한다). 다른 타일과 합동인 타일도 있을 수 있다. 테셀레이션에서 쓰인 타일 집합을 S라 하자. 그러면 프로토타일의 집합 R에서는 어느 두 도형도 서로 합동인 것이 없고, S에 있는 모든 타일은 R에 있는 타일 하나와 항상 합동이어야 한다.
테셀레이션에서 다양한 프로토타일 집합 중에서 선택해서 쓸 수 있다. 프로토타일 중 어느 하나를 평행, 회전, 대칭 이동시키면 프로토타일 집합이 달라질 수 있기 때문이다. 하지만 프로토타일 집합은 모두 크기가 같아서, 프로토타일의 개수는 잘 정의된다. 테셀레이션에서 프로토타일 개수가 1개뿐이면 일면(一面, 영어: monohedral) 테셀레이션이라고 한다.

## 비주기성

소콜라-테일러 타일

스미스-마이어스-캐플런-구드먼스트라우스 타일

어떤 프로토타일 집합으로 만들 수 있는 모든 테셀레이션이 비주기적 테셀레이션이 된다면, 프로토타일이 비주기적이라고 한다. 2차원에서 비주기적 일면 테셀레이션이 존재하는지는 오랫동안 미해결 문제였다(아인슈타인 문제). 2010년에 발견된 소콜라-테일러 타일은 2차원 비주기적 일면 프로토타일이지만 그 모양이 연결집합이 아니다. 2023년에 구드먼스트라우스, 스미스, 마이어스, 캐플런이 연결집합인 비주기적 일면 프로토타일을 발견함으로써 이 문제는 해결되었다.
고차원에서 이 문제는 더 일찍 해결되었는데, 슈미트-콘웨이-댄저 타일은 3차원 유클리드 공간을 주기적으로 채울 수 없고 비주기적으로만 채우는 일면 프로토타일이다.